# Голынковский сельсовет (Гродненская область)
Голынковский сельсовет (белор. Галынкаўскі сельсавет) — административная единица на территории Зельвенского района Гродненской области Белоруссии. Административный центр — агрогородок Голынка.

## История
23 марта 2010 года населённый пункт Старая Голынка переименован в Голынка (на белорусском языке — Галынка).

## Состав
Голынковский сельсовет включает 15 населённых пунктов:
- Боруки — деревня.
- Вороничи — деревня.
- Голынка — агрогородок.
- Дорогобушка — деревня.
- Климовичи — деревня.
- Луконица — деревня.
- Новая Голынка — деревня.
- Октябрьская — деревня.
- Острово — деревня.
- Пинсковичи — деревня.
- Подъясень — хутор.
- Пруд — деревня.
- Пустоборы — деревня.
- Снежная — деревня.
- Старое Село — деревня.

## Культура
- Школьный историко-краеведческий музей Голынковской СШ в аг. Голынка

## Достопримечательность
- Костёл Святого Архангела Михаила (1782 г.) в д. Луконица
- Церковь Святого великомученика Георгия Победоносца в аг. Голынка
- Свято-Михайловская церковь в деревне Острово
- Каплица Святой Семьи в деревне Старое Село